# Amazonepeira manaus
Amazonepeira manaus là một loài nhện trong họ Araneidae.
Loài này thuộc chi Amazonepeira. Amazonepeira manaus được Herbert Walter Levi miêu tả năm 1994.